# 奧蘭治縣 (維吉尼亞州)
奧蘭治縣（英語：Orange County）是美國維吉尼亞州北部的一個縣。面積889平方公里。根據美國2000年人口普查，共有人口25,881人。縣治奧蘭治（Orange）。
成立於1734年 (儒略曆)。縣名的Orange，指的是奧蘭治家族的威廉四世，英王喬治二世的女婿。
1. ↑  .   [2006-11-30]. （原始内容存档于2012-04-19）.